# Te Deum (Bruckner)
Pour les articles homonymes, voir Te Deum (homonymie).
Le Te Deum en ut majeur, WAB 45, d'Anton Bruckner est une œuvre vocale sacrée, pour solistes, chœur et grand orchestre, et orgue ad libitum.

## Historique
Bruckner initia la composition de son Te Deum du 3 au 17 mai 1881, lorsqu'il finalisait sa 6e Symphonie. Il mit ensuite en chantier celle de la 7e Symphonie. Après la finalisation de la symphonie, Bruckner reprit le 28 septembre 1883 la composition du Te Deum. Les parties vocales et orchestrales furent complétées le 7 mars 1884. Celle de la partie d'orgue ad lib. a été composée sur une partition additionnelle le 16 mars 1884. 

Note: Quelques mois plus tard, Bruckner réutilisera les versets de la partie 4 de son Te Deum pour son étrange composition Salvum fac populum tuum.
D'une durée approximative de vingt-quatre minutes, le Te Deum est donc une œuvre courte, relativement aux symphonies de Bruckner, mais aussi à sa grande Messe en fa mineur. Bruckner n'a donc pas, comme Berlioz l'avait fait dans son propre Te Deum (1855), doté son œuvre de proportions gigantesques. Cette concision est peut-être pour beaucoup dans l'excellent accueil que reçut l'œuvre, qui fut créée par le Wiener Akademischer Wagner-Verein avec accompagnement de deux pianos – par Robert Erben et Joseph Schalk – à Vienne le 2 mai 1885 sous la direction du compositeur, puis avec orchestre à Vienne le 10 janvier 1886 sous la direction de Hans Richter. Eduard Hanslick lui-même, l'éternel ennemi de Bruckner, ne put que reconnaître l'excellence de la nouvelle composition. Gustav Mahler, enthousiaste, écrivit sur la partition, à la place des indications « pour chœur, voix solistes, orchestre et orgue ad libitum » : « pour des langues angéliques, des chercheurs de Dieu, des esprits tourmentés et des âmes purifiées dans les flammes ». Bruckner surtout en était particulièrement satisfait ; il affirma plus tard : [lorsque Dieu jugera mon âme], « je Lui offrirai la partition de mon Te Deum et il me jugera avec bienveillance ». Le Te Deum est le témoignage de la foi fervente de Bruckner, et un chant de louanges et de réjouissance sacrée. C'est l'œuvre de Bruckner qui connut le plus de succès, avec la Septième symphonie et dans une certaine mesure la Huitième en 1890, en Autriche et dans le monde. Une de ses représentations, à Berlin en 1891, remporta un succès extraordinaire.
Le Te Deum est également la dernière de ses œuvres que Bruckner, déjà affaibli, entendit en concert (organisé sur l'instigation de Brahms), le 12 janvier 1896. C'est peut-être ce qui détermina Bruckner, sentant qu'il risquait de ne pouvoir achever sa Neuvième symphonie, à recommander que son Te Deum soit exécuté en guise de mouvement final, ces deux œuvres étant dédiées « à Dieu » (un thème du Te Deum est d'ailleurs cité dans la Neuvième). Cette solution est toutefois rarement choisie, en raison des difficultés techniques, les exécutants préférant la laisser s'éteindre sur le silence final de l'Adagio qui clôt ainsi l'œuvre du Maître.

## Versions et éditions
- Version initiale de 1881 (Éd. Franz Scheder)

La version de 1881, dont le manuscrit est archivé à l'abbaye de Kremsmünster, comporte la partition des voix et quelques esquisses d'orchestration. Elle est plus courte que la version finale (357 au lieu de 513 mesures). En particulier, la section Aeterna fac est différente et plus courte, et la fugue finale n'est pas encore composée.
- Version finale de 1884: Rättig, Vienne (1885), Nowak (1962)

Le Te Deum a été d'abord publié en 1885 par Theodore Rättig, qui paya 50 florins à Bruckner, "le seul montant qu'il a reçu en tant que compositeur au cours de sa vie. ... À l'inverse des autres premières éditions [recomposées par les frères Schalk], il y a peu de différences entre cette édition et le manuscrit original".

## Composition
L'œuvre est conçue pour chœur mixte, solistes, orchestre (2 flûtes, 2 hautbois, 2 clarinettes en la, 2 bassons, 4 cors en fa, 3 trompettes en fa, trombones alto, ténor et basse, tuba contrebasse, timbales en do et sol et cordes), et orgue ad libitum.
L'œuvre en « forme arche » est en cinq sections :
1. Te Deum laudamus – Allegro, Feierlich, mit Kraft, do majeur
2. Te ergo quaesumus – Moderato, fa mineur
3. Aeterna fac – Allegro, Feierlich, mit Kraft, ré mineur
4. Salvum fac populum tuum – Moderato, fa mineur
5. In Te, Domine speravi – Mäßig bewegt, do majeur

Durée totale : environ 24 minutes.
La première section débute puissamment en do majeur par le chœur à l'unisson, soutenu par une quinte vide en pédale d'orgue et un motif en quinte vide par les cordes. Ensuite, les solistes et le chœur évoluent en des motifs et des modulations typiquement brucknériens.
La deuxième section en fa mineur (Te ergo quaesumus) est sereine et de nature implorante, avec un solo expressif du ténor soutenu par un solo de violon.
La troisième section (Aeterna fac), dans la tonalité chère à Bruckner de ré mineur, est d'une fureur apocalyptique. Soutenue par un motif rythmique, elle utilise l'ensemble des ressources du chœur et de l'orchestre et se termine abruptement par une cadence non résolue.
La quatrième section (Salvum fac populum tuum), qui commence par une répétition de la deuxième section, avec cette fois un accompagnement du soliste ténor par les voix de femmes, évolue, après un solo de basse et une pédale du chœur sur et rege eos, et extólle illos usque in aeternum, vers la sous-section Per singulos dies, avec rappel de la ferveur et de l'énergie de la section initiale.
La section finale en do majeur, qui commence par le quatuor des solistes, culmine par une joyeuse fugue, suivie par un impressionnant choral sur non confundar in aeternum, qui est remarquablement similaire au thème principal de l'adagio de la 7e symphonie. Le motif initial aux cordes en quinte vide réapparaît et l'ensemble des instruments et des voix conduit l'œuvre à sa puissante conclusion,.

## Discographie

### Version initiale de 1881
Il existe un seul enregistrement de cette version :
- Klaus Dieter Stolper, Ad hoc Chor avec accompagrement (restauré) de piano par Annie Gicquel, Nürnberg, live 07-10-2003 - CD Noris Ton, enregistrement privé (avec la Symphonie n° 7 par le Bayrisches Ärzteorchester).

### Version finale de 1884
Le premier enregistremen fut réalisé par Felix Gatz avec le Bruckner-Chor & the Staatskapelle de Berlin en 1927 : 78 tours Decca 25159 (uniquement section 1 et première partie de la section 4). Cet enregistrement historique peut être écouté sur le site de John Berky.
Le premier enregistrement complet fut réalisé par Bruno Walter avec le Chœur de l'opéra de Vienne et la Philharmonie de Vienne en 1937.
Durant la période nazie, le Te Deum et le Psaume 150 étaient ignorés, car leur existence contredisait le mythe nazi que l'exposition de Bruckner à la musique de Richard Wagner l'avait libéré de ses liens avec l'église. Ce n'est qu'après la guerre qu'Eugen Jochum attira l'attention au Te Deum et au reste de la musique sacrée du compositeur, en réalisant plusieurs concerts et enregistrements. Il fut en cela rapidement suivi par Herbert von Karajan, Bruno Walter et Volkmar Andreae.
Quelques-uns des enregistrements après guerre :
- Eugen Jochum, Chor und Sinfonieorchester des Bayerischen Rundfunks – 78 tours Polydor 72020-1, 1950 ; transféré ensuite sur LP : DG 16002, et CD : Forgotten Records fr 227/8 (avec la Symphonie n° 7)
- Herbert von Karajan, Singverein der Gesellschaft der Musikfreunde Wien et Vienna Symphonic Orchestra – LP : Melodram DSM B01, 1952; transféré sur CD : Arkadia CDGI 705.2 (avec la Symphonie n° 8)
- Bruno Walter, Westminster Choir, New York Philharmonic Orchestra – LP : Columbia ML6EYE 4980, 1953 ; transféré ensuite sur CD : Sony SMK 64 480 (avec le Requiem de Mozart)
- Volkmar Andreae, Singverein der Gesellschaft der Musikfreunde Wien, Vienna Symphonic Orchestra, 1953 – CD : Music & Arts 1227 (9 CDs, incluant les Symphonies 1-9)

Il y a plus de 100 enregistrements du Te Deum, principalement avec une symphonie ou une autre œuvre chorale du compositeur. Selon Hans Roelofs, l'enregistrement de Jochum de 1965 reste encore toujours la référence. D'autres excellents enregistrements sont, selon Roelofs, entre autres ceux de Rögner, Barenboim, Best, Rilling et Luna.
- Eugen Jochum, Chor der Deutschen Oper Berlin, Berliner Philharmoniker, Wolfgang Meyer (orgue) – LP : DG 139117/8, 1965 (avec la Symphonie n° 9) ; transféré ensuite sur CD : DG 413 603.
- Herbert von Karajan, Singverein der Gesellschaft der Musikfreunde Wien, Berliner Philharmoniker, Rudolf Scholz (Orgue) – LP : DG 2530 704, 1975 (avec la Messe du Couronnement de Mozart) ; transféré ensuite sur CD : DG 453 091-2 (avec le Requiem de Verdi)
- Daniel Barenboim, Chicago Symphony Orchestra and Chorus – LP : DG 2741 007 (avec la Symphonie n° 8), 1981 ; transféré ensuite sur CD : DG 435 068 (avec la Symphonie no 1)
- Heinz Rögner, Rundfunkchor Berlin et RSO East-Berlin – CD : Ars Vivendi 2100 172 , 1988 (avec la Messe n° 2)
- Matthew Best, Corydon Singers and Orchestra, James O'Donnell (orgue) – CD : Hyperion CDA66650, 1993 (avec la Messe n° 1)
- Helmuth Rilling, Gächinger Kantorei Stuttgart et Bach-Collegium Stuttgart – CD : Hänssler 98.119, 1996 (avec la Messe n° 2 et le Psaume 150)
- Ricardo Luna, Wiener Madrigalchor, Chorvereinigung Schola Cantorum et orchestre symphonique du Wiener Volksoper, István Mátiás (orgue) – CD issu par le Madrigalchor : WMCH 024, 2008 live (avec la Messe n° 3).

## Sources
- Max Auer, Anton Bruckner als Kirchenmusiker, Gustav Bosse Verlag, Ratisbonne, 1927
- Anton Bruckner – Sämtliche Werke, Band XIX: Te Deum, Musikwissenschaftlicher Verlag der Internationalen Bruckner-Gesellschaft, Leopold Nowak (éditeur), Vienne, 1962
- Robert Simpson, The Essence of Bruckner: An essay towards the understanding of his music, Victor Gollancz Ltd, Londres, 1967
- Paul-Gilbert Langevin, Anton Bruckner, apogée de la symphonie, Lausanne, L'Age d'Homme, 1977, 382 p. (ISBN 2-8251-0880-4, OCLC 4397312, lire en ligne) (Cf. chapitre II.3.)
- Uwe Harten, Anton Bruckner. Ein Handbuch. Residenz Verlag, Salzbourg, 1996.  (ISBN 3-7017-1030-9)
- Bryan Gilliam, "The annexation of Anton Bruckner", Bruckner Studies, édité par Timothy L. Jackson et Paul Hawkshaw, Cambridge University Press, Cambridge, 1997
- Cornelis van Zwol, Anton Bruckner – Leven en Werken, Thot, Bussum (Pays-Bas), 2012.  (ISBN 90-686-8590-2)